# Lars Danielsson
Lars Danielsson (Gotemburgo, 5 de septiembre de 1958) es un sueco bajista y violonchelista de jazz.

## Vida y carrera
Danielsson estudió inicialmente violonchelo clásico en el Conservatorio de Música de Gotemburgo; bajo la influencia de un concierto de jazz con Niels-Henning Ørsted Pedersen, se orientó hacia la música jazz.
Entre 1982 y 1987 trabajó con Mwendo Dawa, luego con la cantante Cæcilie Norby, el saxofonista Rick Margitza, el guitarrista John Abercrombie, el trompetista Kenny Wheeler y el baterista Trilok Gurtu. Grabó con Trio 84 and the Eternal Now y el Lars Jansson Trio de Lars Jansson y fue miembro del Jazzpar 99 Combo de Hans Ulrik (con John Scofield y Peter Erskine) y el Jazzpar 2000 Combo de Carsten Dahl (con Tony Coe).
En 1985, fundó el Lars Danielsson Quartet con el saxofonista David Liebman, el pianista Bobo Stenson y el baterista Jon Christensen, con quienes grabó 10 álbumes (algunos con invitados). También tocó con Billy Hart, Charles Lloyd, Terri Lyne Carrington, Christopher Dell, Johannes Enders y Mette Juul. En los últimos años, también trabajó como compositor, arreglista y productor para la Orquesta RUO de la Radio Danesa, así como para Cæcilie Norby, Jonas Johansen y Viktoria Tolstoy. Como Artista en Residencia en el Festival JazzBaltica, dirigió en 2004 el Jazz Baltica Ensemble.
Desde 2004, ha publicado álbumes bajo su propio nombre en el sello discográfico alemán ACT. El CD 4 Wheel Drive, que realizó junto con Nils Landgren, Michael Wollny y Wolfgang Haffner, alcanzó el puesto número 1 en las listas anuales de jazz de Media Control en 2019 y se considera el álbum de jazz más vendido del año en Alemania.

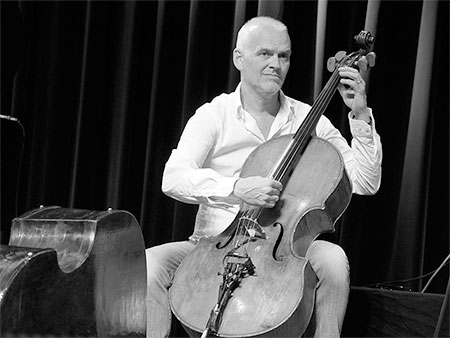
Lars-danielson

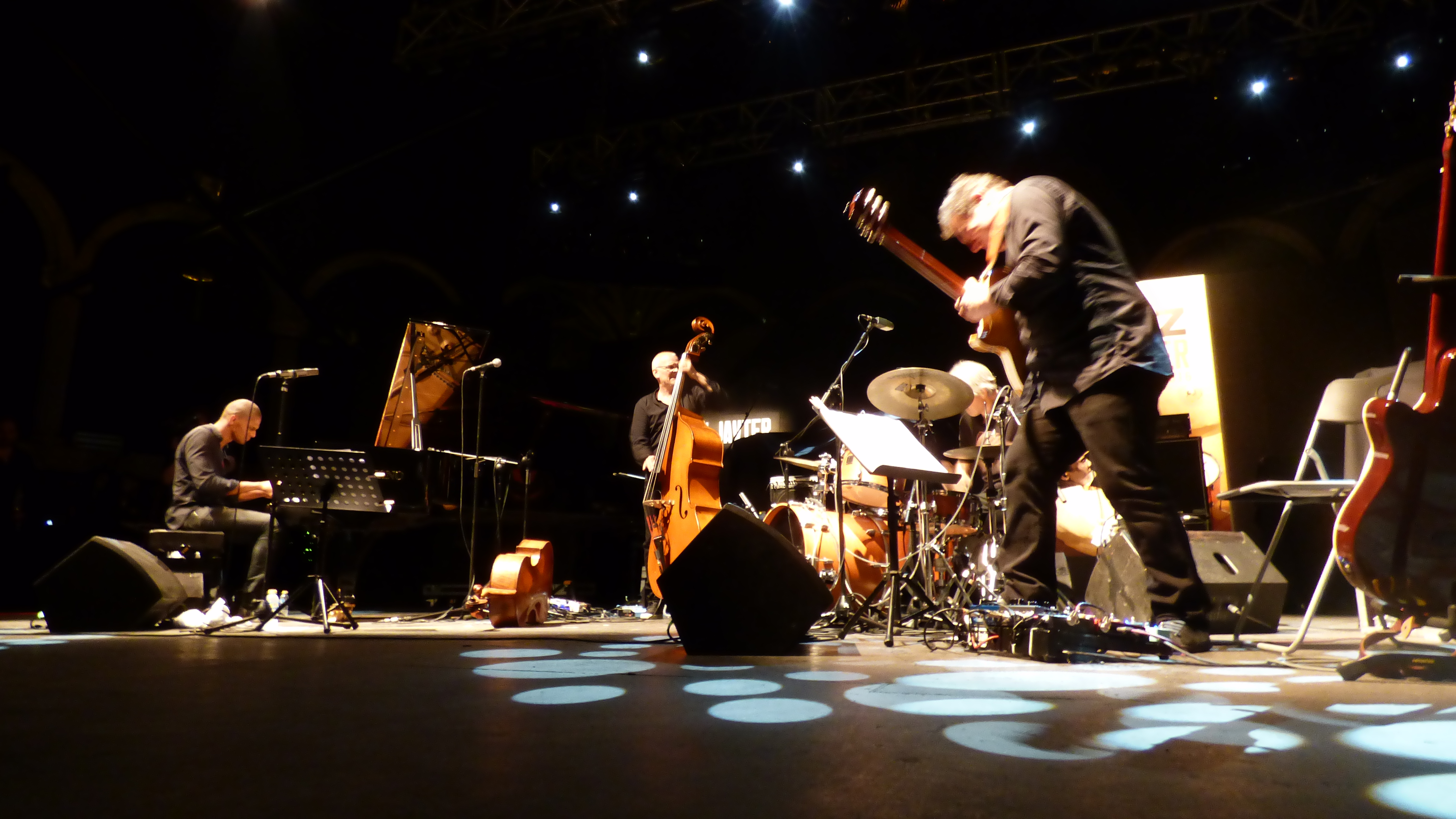
Lars Danielsson en New Quintet Festival San Javier en 2016

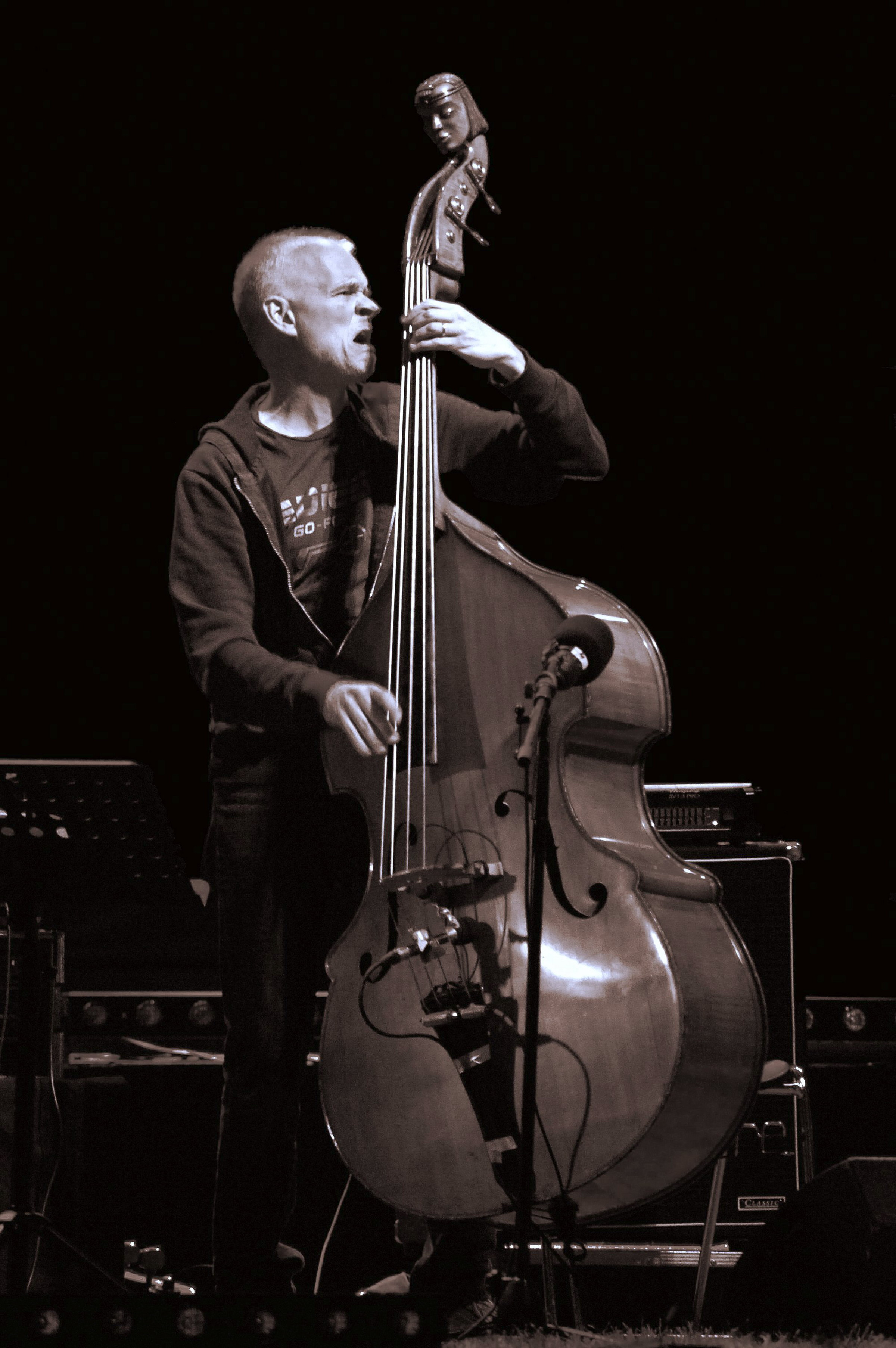
Lars Danielsson en 2008

## Discografía destacada
- Time Unit (1983, Dragon Records), con Anders Kjellberg, Göran Klinghagen y Anders Persson
- Lars Danielsson Quartet New Hands (1984, Dragon Records), con Jon Christensen, Bobo Stenson y David Liebman
- Tiá Diá (1987, Royal Music), con Alex Acuña, Lars Jansson, Ulf Jansson y David Wilczewski (como Tia Dia)
- Lars Danielsson Quartet Poems (1991, Dragon Records), con Jon Christensen, Bobo Stenson y David Liebman
- Fresh Enough (1992, L+R Records), con David Liebman, Bill Evans, Niels Lan Doky, Jack DeJohnette y Ulf Wakenius
- Continuation (1994, L+R Records), con John Abercrombie, Adam Nussbaum y Tobias Sjögren
- Far North (1994, Curling Legs), con Jon Christensen, Bobo Stenson y David Liebman
- European Voices (1995, Dragon Records), con Marilyn Mazur, Michael Riessler, Joakim Milder, Nils Petter Molvær, Tobias Sjögren, Eivind Aarset, Lars Jansson y Nils Landgren
- Origo (1997, Curling Legs), con John Abercrombie y Adam Nussbaum
- Live at Visiones (1997, Dragon Records), con Jon Christensen, Bobo Stenson y David Liebman
- Libera me (2004, ACT), con Jon Christensen, Nils Petter Molvær, Xavier Desandre Navarre, David Liebman, Anders Kjellberg, Carsten Dahl, Tobias Sjögren y la Orquesta de Conciertos de la Radio Danesa bajo la dirección de Frans Rasmussen
- Leszek Możdżer, Lars Danielsson, Zohar Fresco The Time (2005, Outside Music)
- Mélange bleu (2006, ACT)
- Leszek Możdżer, Lars Danielsson, Zohar Fresco Between Us and the Light (2006)
- Lars Danielsson & Leszek Możdżer Pasodoble (2007 )
- Tarantella (2009, ACT), con Leszek Możdżer, Mathias Eick, John Parricelli y Eric Harland,
- Liberetto (2012, ACT), con Tigran Hamasyan, Magnus Öström, Arve Henriksen y John Parricelli
- Leszek Możdżer, Lars Danielsson, Zohar Fresco Polska (2013)
- Liberetto II (2014, ACT, con Tigran Hamasyan)
- Liberetto III (2017, ACT, con Magnus Öström, Arve Henriksen, Grégory Privat y John Parricelli)
- Lars Danielsson & Paolo Fresu Summerwind (ACT, 2018)
- Nils Landgren, Michael Wollny, Lars Danielsson & Wolfgang Haffner 4 Wheel Drive (ACT, 2019)
- Liberetto: Cloudland (ACT, 2021, con Arve Henriksen, Kinan Azmeh, Grégory Privat, Magnus Öström y John Parricelli)[1]
- Symphonized (ACT, 2023, con su cuarteto Liberetto y los Göteborger Symphoniker)[2]